# Lepidothrix suavissima
Lepidothrix suavissima là một loài chim trong họ Pipridae.